# Сеправ (Малопольское воеводство)

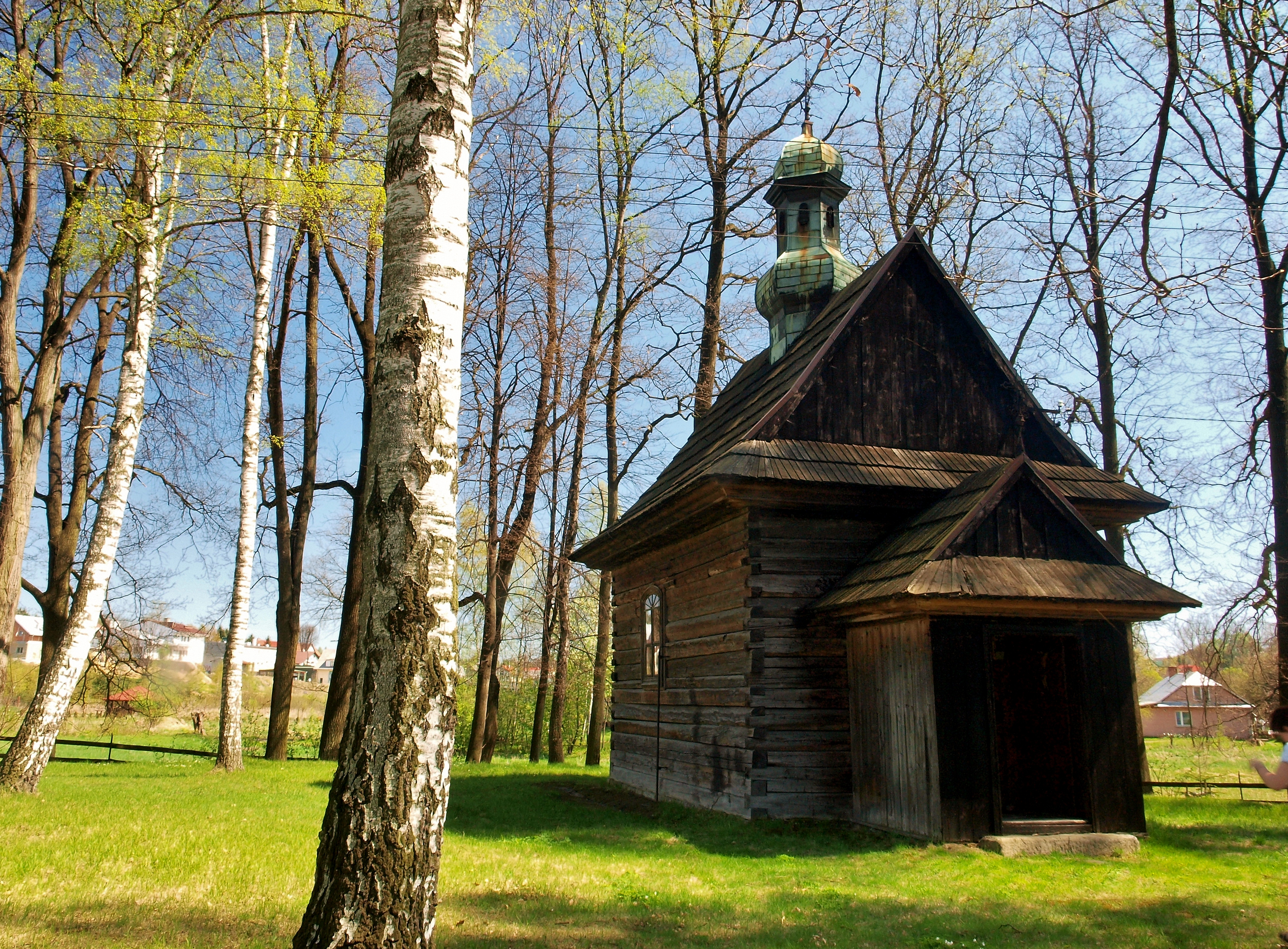
Церковь святого Мартина, XVI век

Се́прав (пол. Siepraw) — село в Польше, находящееся в Мысленицком повяте Малопольского воеводства. Административный центр гмины Сеправ. 

## География
Сеправ находится в 6 км от города Мысленице и в 17 км от Кракова.
Административно Сеправ делится на три солецтва:
- Сеправ I, в который входят деревни Лыса-Гура I, Лыса-Гура II, Мадейки-Псяра и Леньче;
- Сеправ II, в который входят деревни Весь I, Грабе, Пастерник, Кавенцины и Залычанка;
- Сеправ III, в который входят деревни Весь II, Зарусинки, Границе, Бжег и Загуже.

## Достопримечательности
- Деревянная церковь святого Мартина XVI века;
- Санктуарий блаженной Анели Салявы.
- Возле Сеправа находится горнолыжный курорт «Siepraw Ski».

## Известные жители и уроженцы
- Салява, Анеля (1881—1922) — блаженная Римско-Католической церкви.